# Law and Order (filme de 1953)
Law and Order (bra Com a Lei e a Ordem) é um filme de faroeste estadunidense de 1953 dirigido por Nathan Juran e estrelado por Ronald Reagan, Dorothy Malone e Preston Foster. Esta foi a quarta vez que a história de W. R. Burnett foi adaptada para um filme pela Universal, seguindo as versões de 1932, 1937 e 1940.

## Elenco
- Ronald Reagan como Frame Johnson
- Dorothy Malone como Jeannie
- Preston Foster como Kurt Durling
- Alex Nicol como Lute Johnson
- Ruth Hampton como Maria
- Russell Johnson como Jimmy Johnson
- Barry Kelley como Fin Elder
- Chubby Johnson como Denver Cahoon
- Jack Kelly como Jed
- Dennis Weaver como Frank Durling
- Wally Cassell como Durango Kid
- Richard Garrick como Judge Williams